# Anna Lindh
Anna Lindh (Enskede, Suécia, 19 de junho de 1957 - Estocolmo, Suécia, 11 de setembro de 2003) foi uma política sueca, do Partido Social Democrata.

Foi deputada do parlamento da Suécia (Riksdag; 1982–1985 e 1998–2003), ministra do ambiente (1994 – 1998) e  ministra do exterior (1998 – 2003).

Anna Lindh foi gravemente ferida por uma facada em 10 de setembro de 2003, quando se encontrava no centro comercial NK no centro de Estocolmo por um homem com problemas psiquiátricos, tendo falecido no dia seguinte no Hospital Universitário Karolinska em Solna.